# Eupithecia miserulata
Eupithecia miserulata là một loài bướm đêm thuộc họ Geometridae. Loài này được tìm thấy ở Bắc Mỹ.
Sải cánh dài 12–20 mm. The moths gặp ở tháng 3 đến tháng 11 tùy theo địa điểm.
Ấu trùng ăn a wide range of plants, bao gồm coneflower, asters, cây liễus, cherry, juniper và clover.

## Hình ảnh

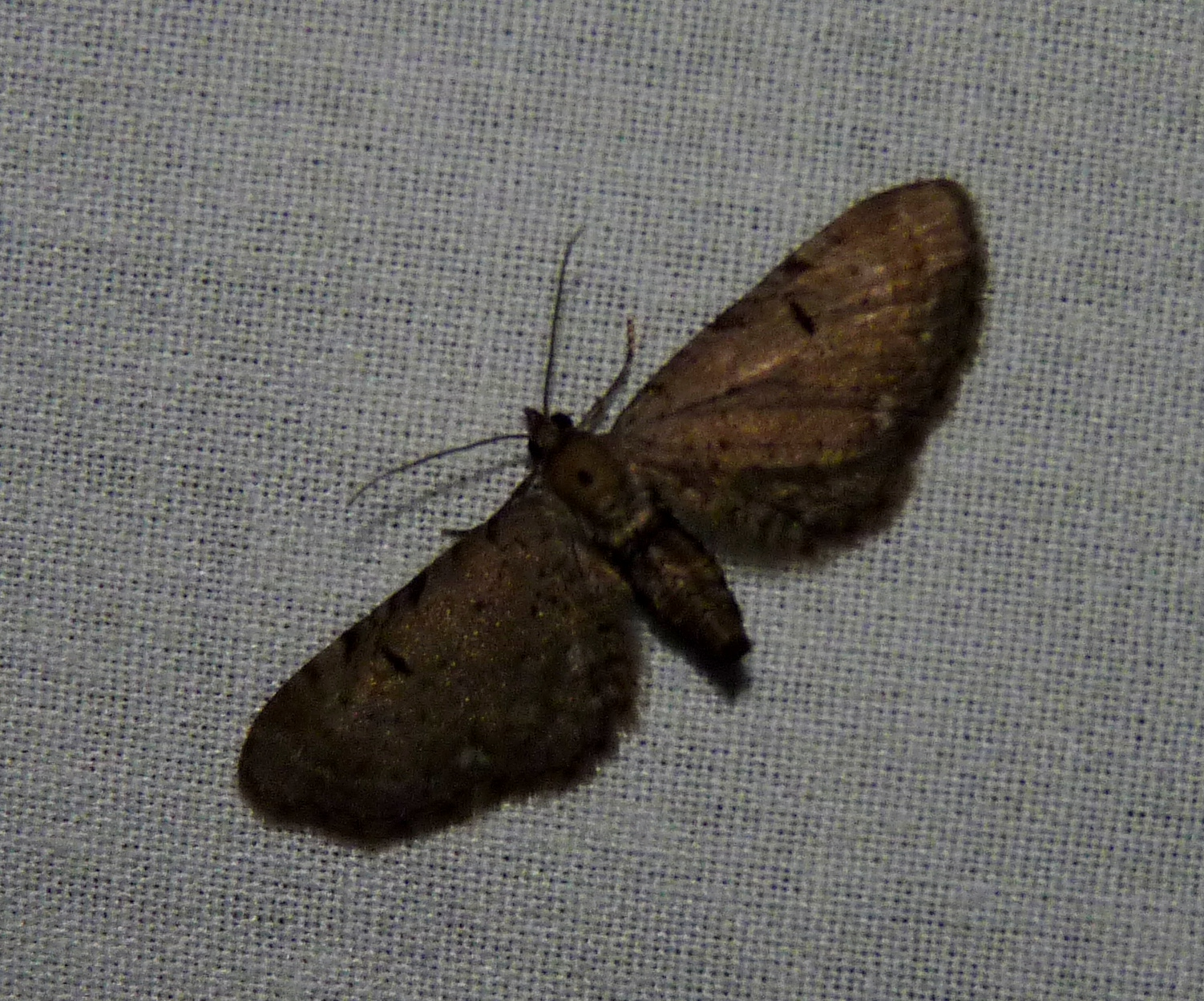